# Joseph L. Hurley
Joseph Leo Hurley (* 20. April 1898 in Fall River, Massachusetts; † 29. April 1956 ebenda) war ein US-amerikanischer Politiker. Zwischen 1935 und 1937 war er Vizegouverneur des Bundesstaates Massachusetts.

## Werdegang
Während des Ersten Weltkrieges diente Joseph Hurley als einfacher Soldat in der US Army. Nach einem Jurastudium an der Georgetown University und seiner 1920 erfolgten Zulassung als Rechtsanwalt begann er in diesem Beruf zu arbeiten. Gleichzeitig schlug er als Mitglied der Demokratischen Partei eine politische Laufbahn ein. In den Jahren 1924 und 1928 nahm er als Delegierter an den jeweiligen Democratic National Conventions teil. Zwischen 1925 und 1928 saß er als Abgeordneter im Repräsentantenhaus von Massachusetts; von 1933 bis 1934 war er Bürgermeister seiner Heimatstadt Fall River.
1934 wurde Hurley an der Seite von James Michael Curley zum Vizegouverneur von Massachusetts gewählt. Dieses Amt bekleidete er zwischen 1935 und 1937. Dabei war er Stellvertreter des Gouverneurs. Nach dem Ende seiner Zeit als Vizegouverneur war er zwischen 1937 und seinem Tod Richter am Massachusetts Superior Court. Er starb am 29. April 1956.